# ضحى (وقت)
وقت الضحى يبدأ من طلوع الشمس وارتفاعها إلى قبيل وقت صلاة الظهر.

## معنى اسم ضحى
معنى اسم ضُحَى في قاموس معاني الأسماء: وقت شروق الشمس، الشمس، النهار، الساعات الأولى من النهار، البيان. وصواب رسم الكلمة بالألف الممدودة "ضُحا"، لأن الاسم واوي، ومنح الضَّحْوة، لكنهم رسموه تبعاً لرسم القرآن في قوله تعالى: ﴿وَالضُّحَى ۝١ وَاللَّيْلِ إِذَا سَجَى ۝٢﴾ (سورة الضحى-2:1).